# 阿拉伯聯合大公國國家男子籃球隊
阿拉伯聯合大公國國家男子籃球隊是代表阿拉伯聯合大公國參加比賽的國家籃球隊。

## 參賽記錄

### 亞洲籃球錦標賽
- 最佳成績：1997年亞洲籃球錦標賽：第5名
- 最差成績：2007年亞洲籃球錦標賽：第16名